# Edina Dobi
Edina Dobi (ur. 22 października 1987 w Egerze) – węgierska siatkarka, grająca na pozycji środkowej. Od sezonu 2017/2018 występuje w drużynie Linamar Békéscsabai RSE.

## Sukcesy klubowe
Mistrzostwo Belgii:
- 2014

Mistrzostwo Azerbejdżanu:
- 2017

MEVZA:
- 2018

Mistrzostwo Węgier:
- 2019

## Sukcesy reprezentacyjne
Liga Europejska:
- 2015[3]